# 立山町
立山町（日语：／ Tateyama machi */?）是位於日本富山縣東部的行政區劃，轄區主要位於常願寺川右岸，主要市區位於常願寺川下游右岸的沖積平原，東部則是位於常願寺川上游的山區中，此區域內以立山連峰及立山黑部阿爾卑斯山脈路線而著名，也是富山縣內最著名的山岳觀光景點。

## 人口
| 立山町人口分布圖 |                                               |  |
| 立山町與日本全國年齡別人口分布比較圖 （2005年資料） | 立山町的年齡、男女別人口分布圖 （2005年資料） |  |
| ■紫色是立山町 ■綠色是全国 | ■藍色是男性 ■紅色是女性                       |  |
| 立山町人口變化 \| 1970年 \| 27,473人 \| \| \| 1975年 \| 27,226人 \| \| \| 1980年 \| 27,870人 \| \| \| 1985年 \| 27,974人 \| \| \| 1990年 \| 27,237人 \| \| \| 1995年 \| 27,444人 \| \| \| 2000年 \| 27,994人 \| \| \| 2005年 \| 28,011人 \| \| \| 2010年 \| 27,466人 \| \| \| 2015年 \| 26,317人 \| \| \| 2020年 \| 24,792人 \| \| |                                               |  |
| 資料來源：日本總務省統計中心提供之人口普查數據 |                                               |  |
| 1970年 | 27,473人                                      |  |
| 1975年 | 27,226人                                      |  |
| 1980年 | 27,870人                                      |  |
| 1985年 | 27,974人                                      |  |
| 1990年 | 27,237人                                      |  |
| 1995年 | 27,444人                                      |  |
| 2000年 | 27,994人                                      |  |
| 2005年 | 28,011人                                      |  |
| 2010年 | 27,466人                                      |  |
| 2015年 | 26,317人                                      |  |
| 2020年 | 24,792人                                      |  |

## 歷史
現在的立山町轄區過去在令制國時代屬於越中國新川郡，8世紀時由佐伯有頼在立山發展出了立山權現的信仰，17世紀江戶時代後更成為修驗道的場所，發展出立山修驗。
此區域在江戶時代後成為前田氏加賀藩的領地，19世紀末明治維新實施廢藩置縣後改隸屬金澤縣，在1871年的第一次府縣整併後被劃入新設立的新川縣；不過在1876年的第二次府縣整併中，又隨著新川縣被併入由原金澤縣更名而成的石川縣，最後在1883年過去原屬越中國的區域再從石川縣中分割出，設立為富山縣。
1889年日本實施町村制，現在的立山町範圍在當時分屬弓村、寺田村、利田村、大森村、五百石町、高野村、上段村、東谷村、下段村、釜淵村、布倉村共11個行政區劃。其中位於西部沖積平原區域的弓庄村和寺田村先是在1941年合併為新川村，大森村、五百石町、高野村、下段村則是在1942年合併為雄山町；1954年雄山町與利田村、上段村、釜淵村以及由布倉村更名而成的立山村合併為立山町，同年新川村也隨之併入立山町一同組成了現在的立山町。

### 變遷表
| 1889年4月1日 | 1889年 - 1912年            | 1912年 - 1944年            | 1945年 - 1954年            | 1955年 - 1989年 | 1989年 - 現在 | 現在   |
| ------------ | -------------------------- | -------------------------- | -------------------------- | --------------- | ------------- | ------ |
| 弓村         | 弓村                       | 1941年6月1日 合併為新川村  | 1954年5月10日 併入立山町   | 立山町          | 立山町        | 立山町 |
| 寺田村       |                            | 1941年6月1日 合併為新川村  | 1954年5月10日 併入立山町   | 立山町          | 立山町        | 立山町 |
| 利田村       | 利田村                     | 利田村                     | 1954年1月10日 合併為立山町 | 立山町          | 立山町        | 立山町 |
| 大森村       | 大森村                     | 1942年6月8日 合併為雄山町  | 1954年1月10日 合併為立山町 | 立山町          | 立山町        | 立山町 |
| 五百石町     |                            | 1942年6月8日 合併為雄山町  | 1954年1月10日 合併為立山町 | 立山町          | 立山町        | 立山町 |
| 高野村       |                            | 1942年6月8日 合併為雄山町  | 1954年1月10日 合併為立山町 | 立山町          | 立山町        | 立山町 |
| 下段村       |                            | 1942年6月8日 合併為雄山町  | 1954年1月10日 合併為立山町 | 立山町          | 立山町        | 立山町 |
| 上段村       |                            |                            | 1954年1月10日 合併為立山町 | 立山町          | 立山町        | 立山町 |
| 東谷村       |                            |                            | 1954年1月10日 合併為立山町 | 立山町          | 立山町        | 立山町 |
| 釜淵村       |                            |                            | 1954年1月10日 合併為立山町 | 立山町          | 立山町        | 立山町 |
| 布倉村       | 1894年5月12日 更名為立山村 | 1894年5月12日 更名為立山村 | 1954年1月10日 合併為立山町 | 立山町          | 立山町        | 立山町 |

## 行政

### 歷任首長
| 屆         | 任 | 姓名       | 上任日期      | 卸任日期     | 備註                     |
| ---------- | -- | ---------- | ------------- | ------------ | ------------------------ |
| 1          | 1  | 小泉美世一 | 1954年2月10日 | 1958年2月9日 |                          |
| 2          | 1  | 小泉美世一 | 1958年2月10日 | 1962年2月9日 |                          |
| 3          | 2  | 中田冶重   | 1962年2月10日 | 1966年2月9日 |                          |
| 4          | 2  | 中田冶重   | 1966年2月10日 | 1970年2月9日 |                          |
| 5          | 3  | 堀田三五郎 | 1970年2月10日 | 1974年2月9日 |                          |
| 6          | 3  | 堀田三五郎 | 1974年2月10日 | 1978年2月9日 |                          |
| 7          | 3  | 堀田三五郎 | 1978年2月10日 | 1982年2月9日 |                          |
| 8          | 4  | 富樫清二   | 1982年2月10日 | 1986年2月9日 | 於選舉中擊敗原任町長當選 |
| 9          | 4  | 富樫清二   | 1986年2月10日 | 1990年2月9日 |                          |
| 10         | 4  | 富樫清二   | 1990年2月10日 | 1994年2月9日 |                          |
| 11         | 4  | 富樫清二   | 1994年2月10日 | 1998年2月9日 |                          |
| 12         | 4  | 富樫清二   | 1998年2月10日 | 2002年2月9日 |                          |
| 13         | 5  | 大辻進     | 2002年2月10日 | 2006年2月9日 |                          |
| 14         | 6  | 舟橋貴之   | 2006年2月10日 | 2010年2月9日 | 於選舉中擊敗原任町長當選 |
| 15         | 6  | 舟橋貴之   | 2010年2月10日 | 2014年2月9日 |                          |
| 16         | 6  | 舟橋貴之   | 2014年2月10日 | 2018年2月9日 |                          |
| 17         | 6  | 舟橋貴之   | 2018年2月10日 | 現任         |                          |
| 參考資料： |    |            |               |              |                          |

## 交通

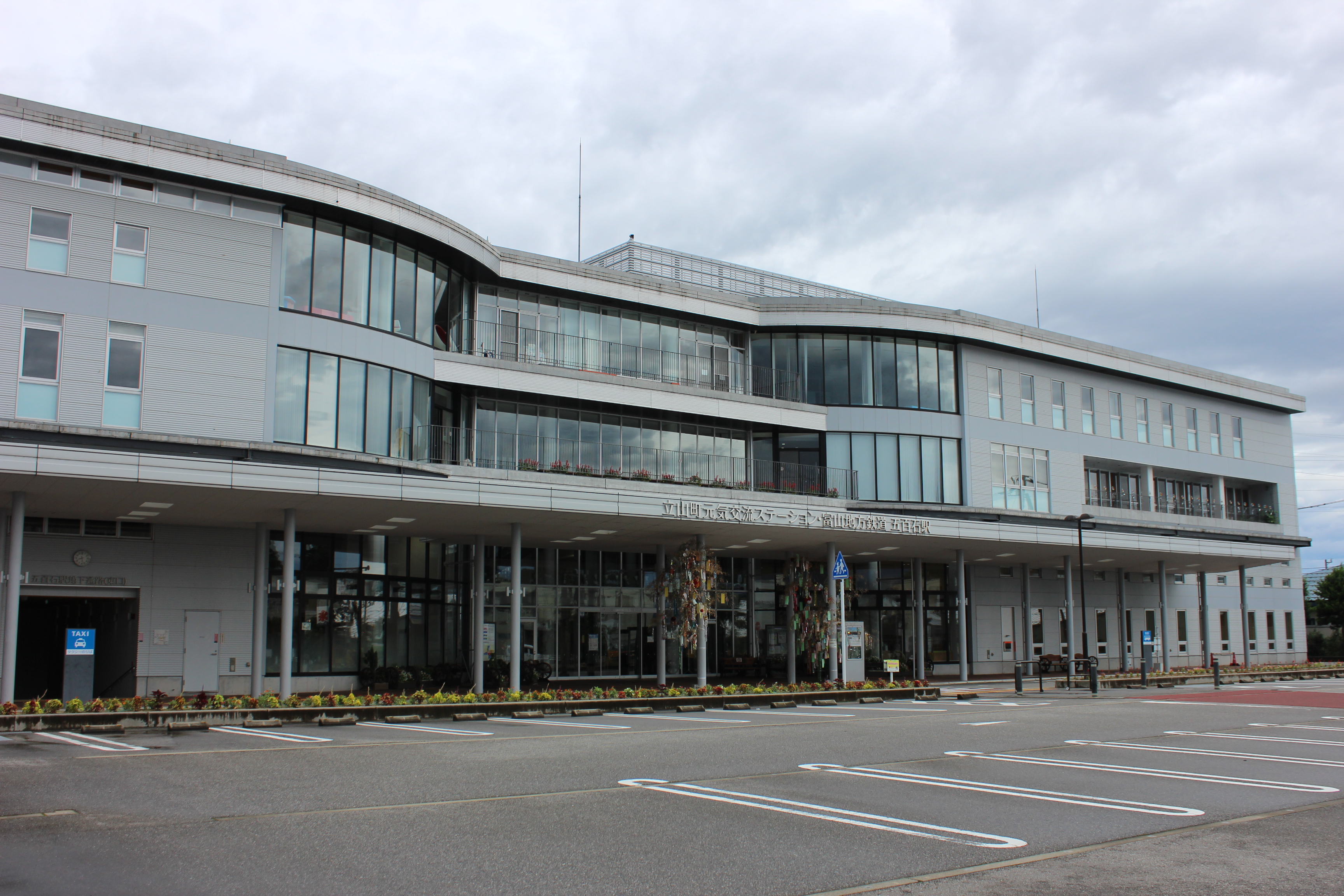
五百石車站

富山地方鐵道的立山線為町內最主要的交通路線，從主要市區一直往東延伸至位於山區內的立山車站，全線行駛的列車都會往北自寺田車站經富山地方鐵道本線駛至富山車站，自轄內位於主要市區的五百石車站出發，約可在十五分鐘抵達富山車站。同時在寺田車站也可藉由富山地方鐵道本線往東前往上市町、滑川市、魚津市、黑部市。在主要市區南側的岩峅寺車站也可以透過上瀧線直接進入富山市的市區。
高速公路北陸自動車道自主要市區北側通過，在轄內設有立山交流道，町內的路線客運則是由富山地方鐵道經營，同時町公所也有提供町營巴士，以五百石車站為中心規劃了六條路線供居民使用。

### 鐵路
- 富山地方鐵道
  - 本線：（←舟橋村） - 寺田車站 - 越中泉車站（上市町→）
  - 立山線：寺田車站 - 稚子塚車站 - 田添車站 - 五百石車站 - 榎町車站 - 下段車站 - 釜淵車站 - 澤中山車站 - 岩峅寺車站 - 橫江車站 - 千垣車站 - （富山市） - 立山車站
  - 上瀧線：（富山市） - 岩峅寺車站

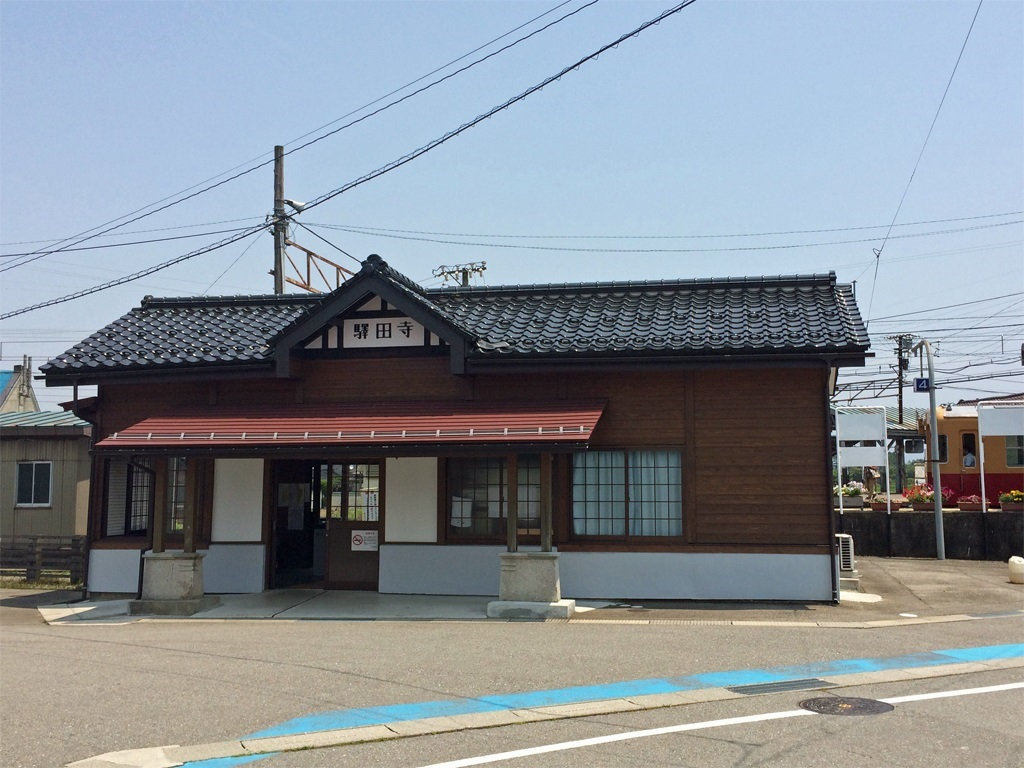
寺田車站
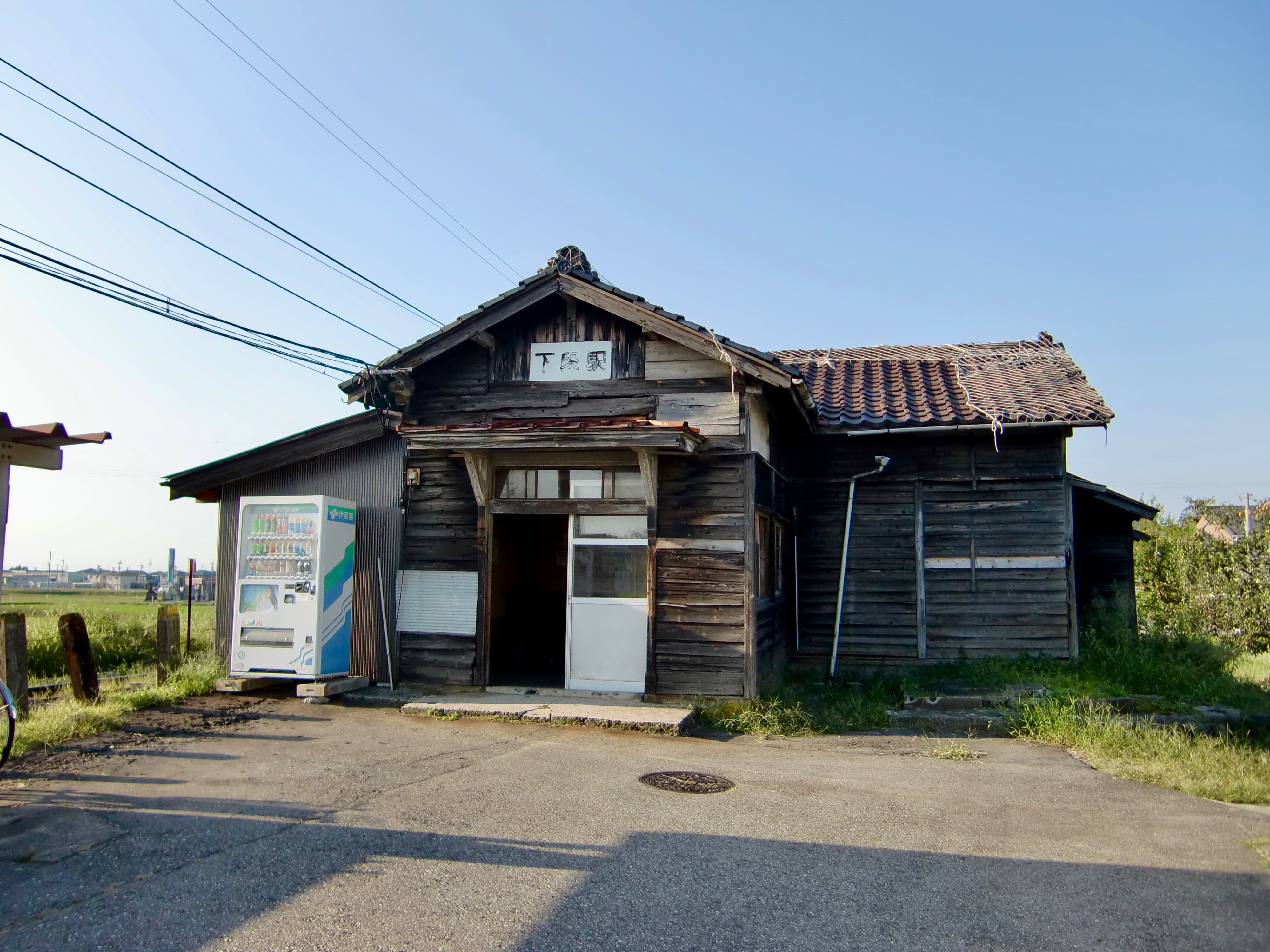
下段車站
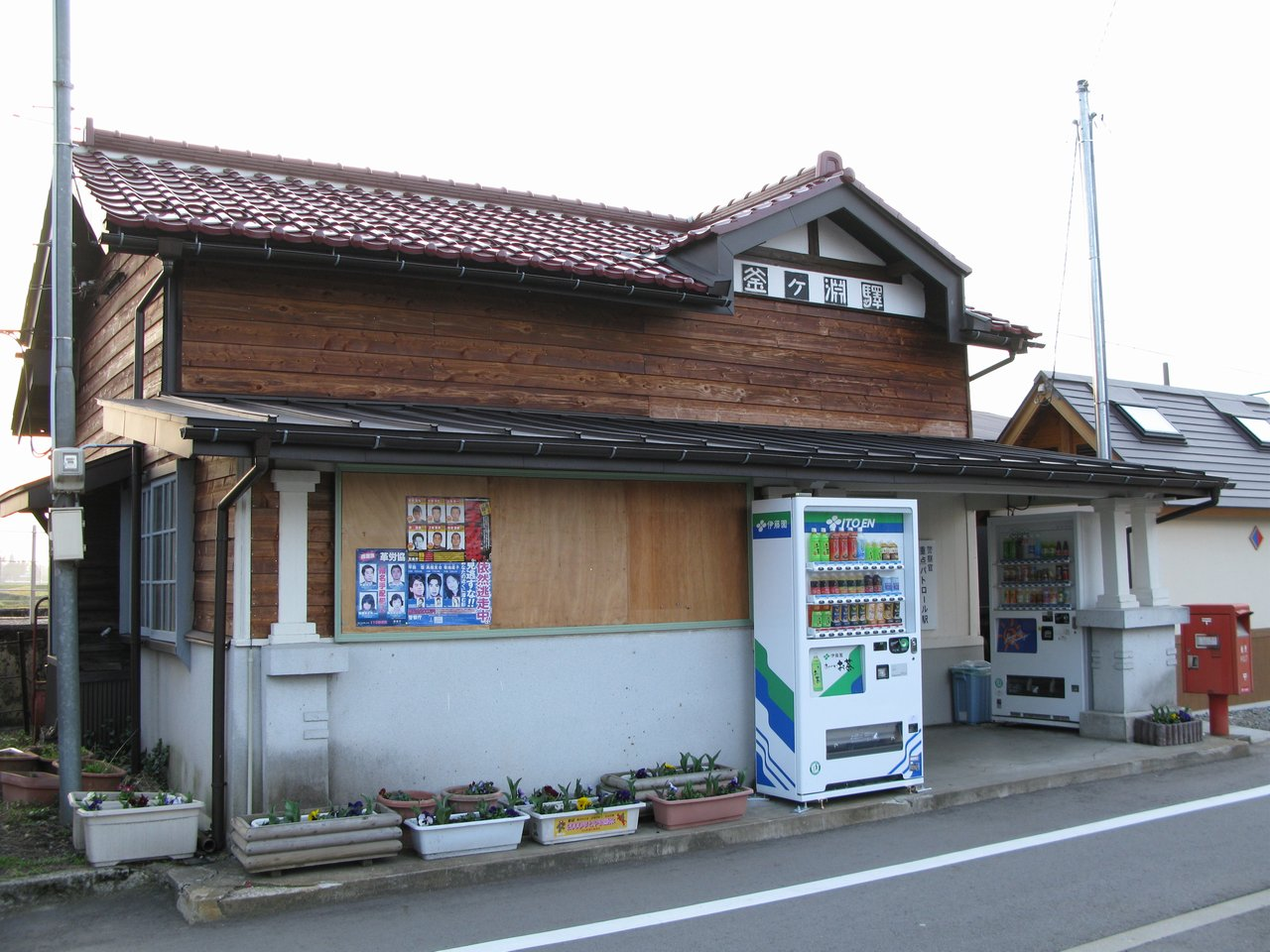
釜淵車站
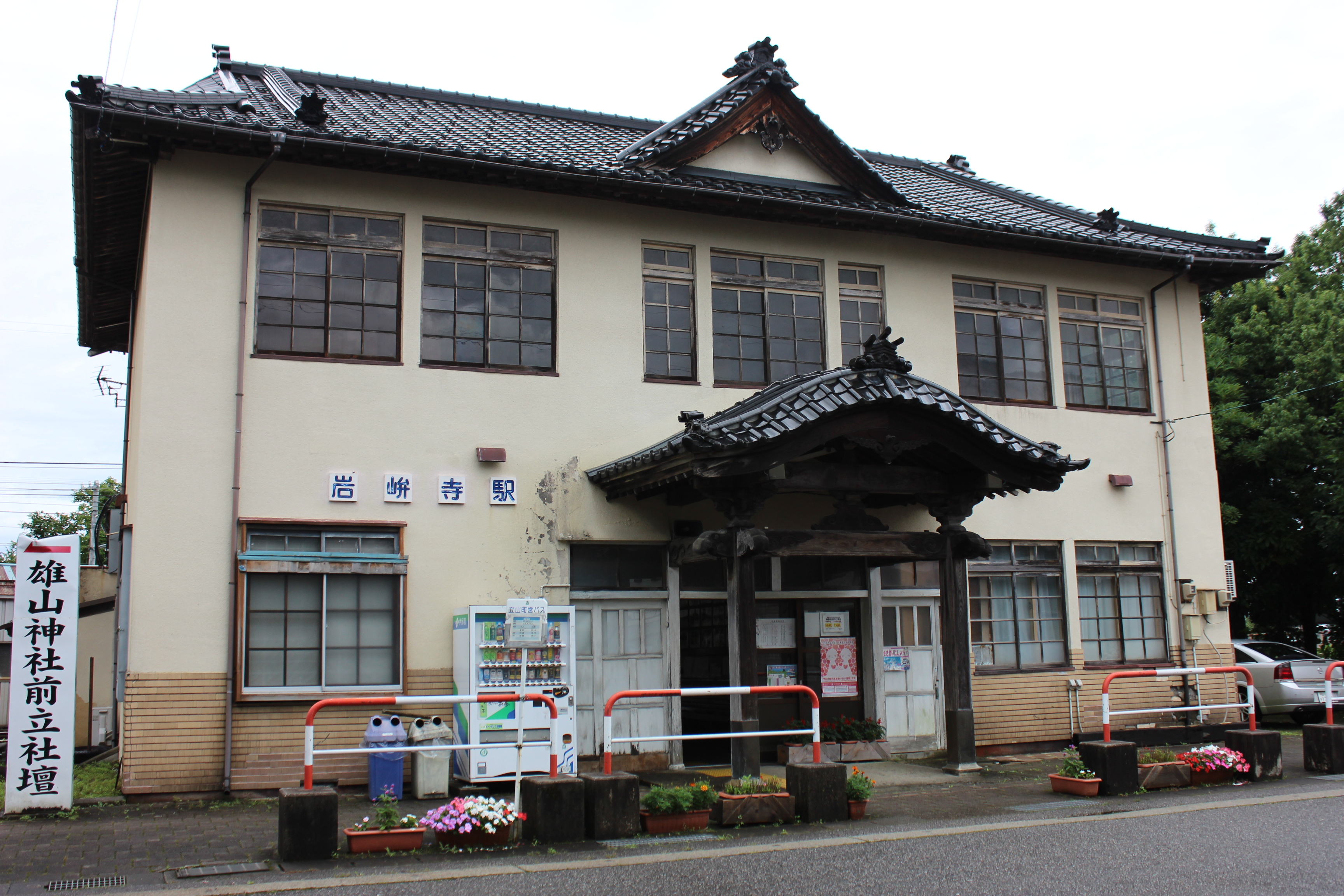
岩峅寺車站
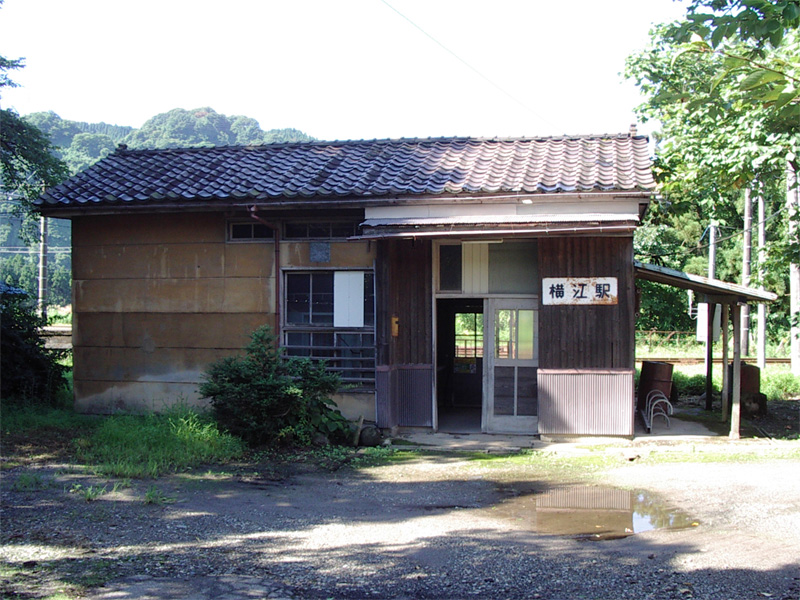
橫江車站
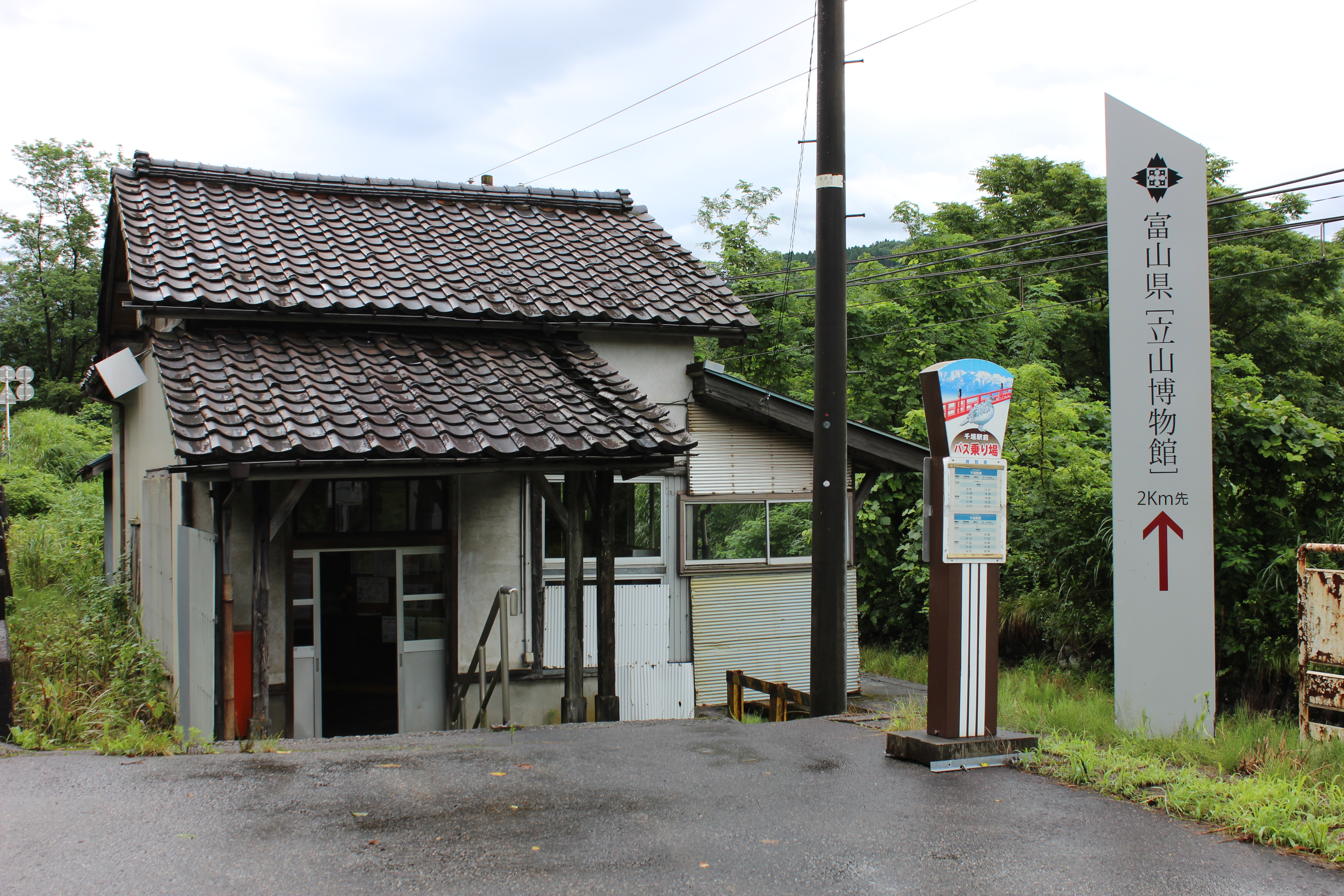
千垣車站
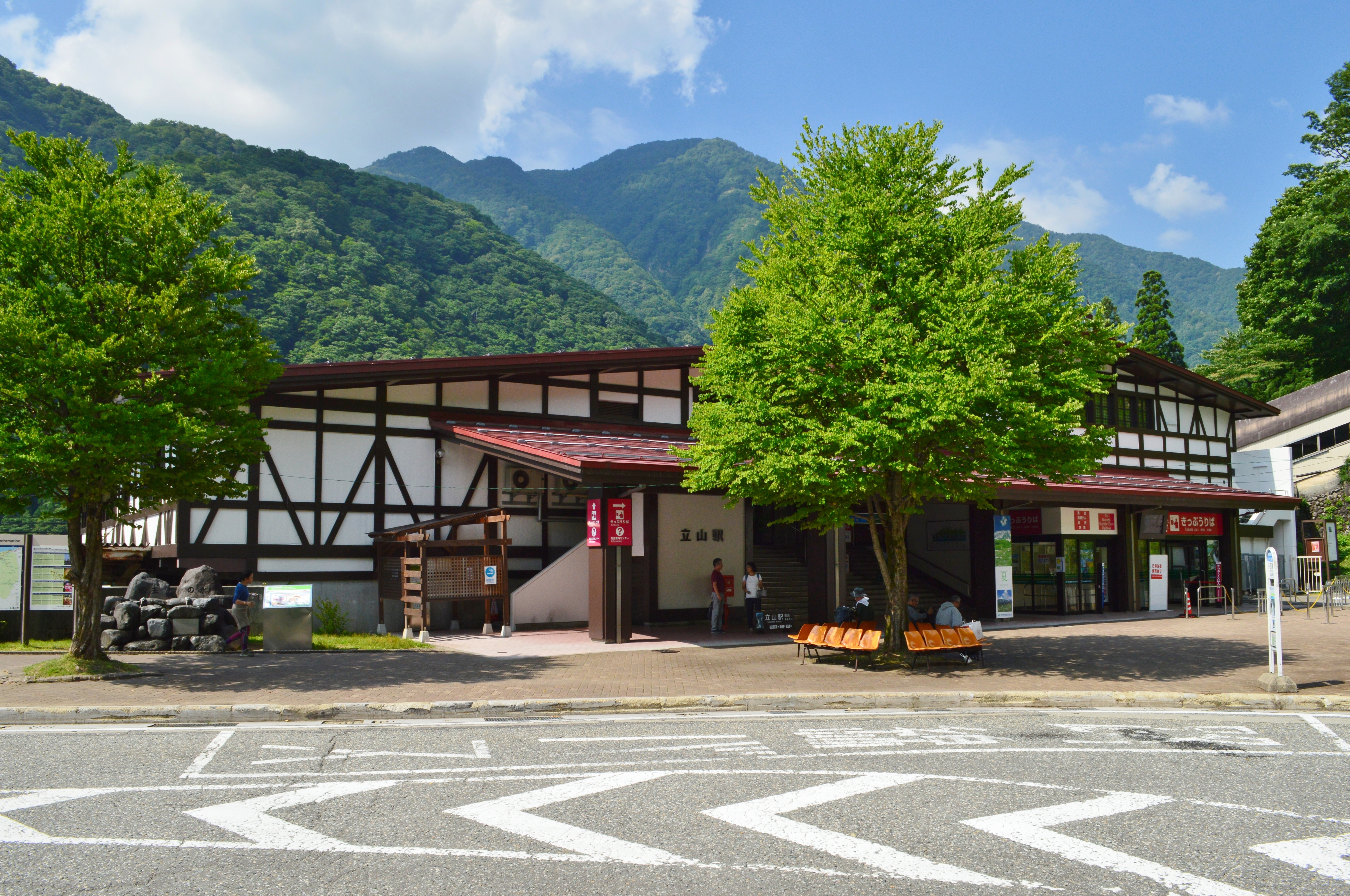
立山車站

### 公路
高速公路
- 北陸自動車道：（富山市） - 立山交流道（日语：立山インターチェンジ） - （上市町）

## 觀光資源
自鐵路立山線終點站立山車站開始往東的區域為立山最主要的觀光區域，此地也是常願寺川及其支由稱名川的會合處，自此開始的美女平、彌陀原、室堂、地獄谷都已被劃入中部山岳國立公園，稱名川在此有一段落差形成的稱名瀑布，其落差達350公尺，每年在春季融雪時期因為水量增加，在其右側還會出現落差達500公尺的榛之木瀑布。在室堂南側還有被選入日本地質百選的立山破火山口，這個破火山口地形東西方向常約6.5公里、南北約4.5公里，內部高低落差約在500至1,700公尺之間，在立山車站旁也建有立山破火山口砂防博物館來介紹此地的特殊地質景觀。

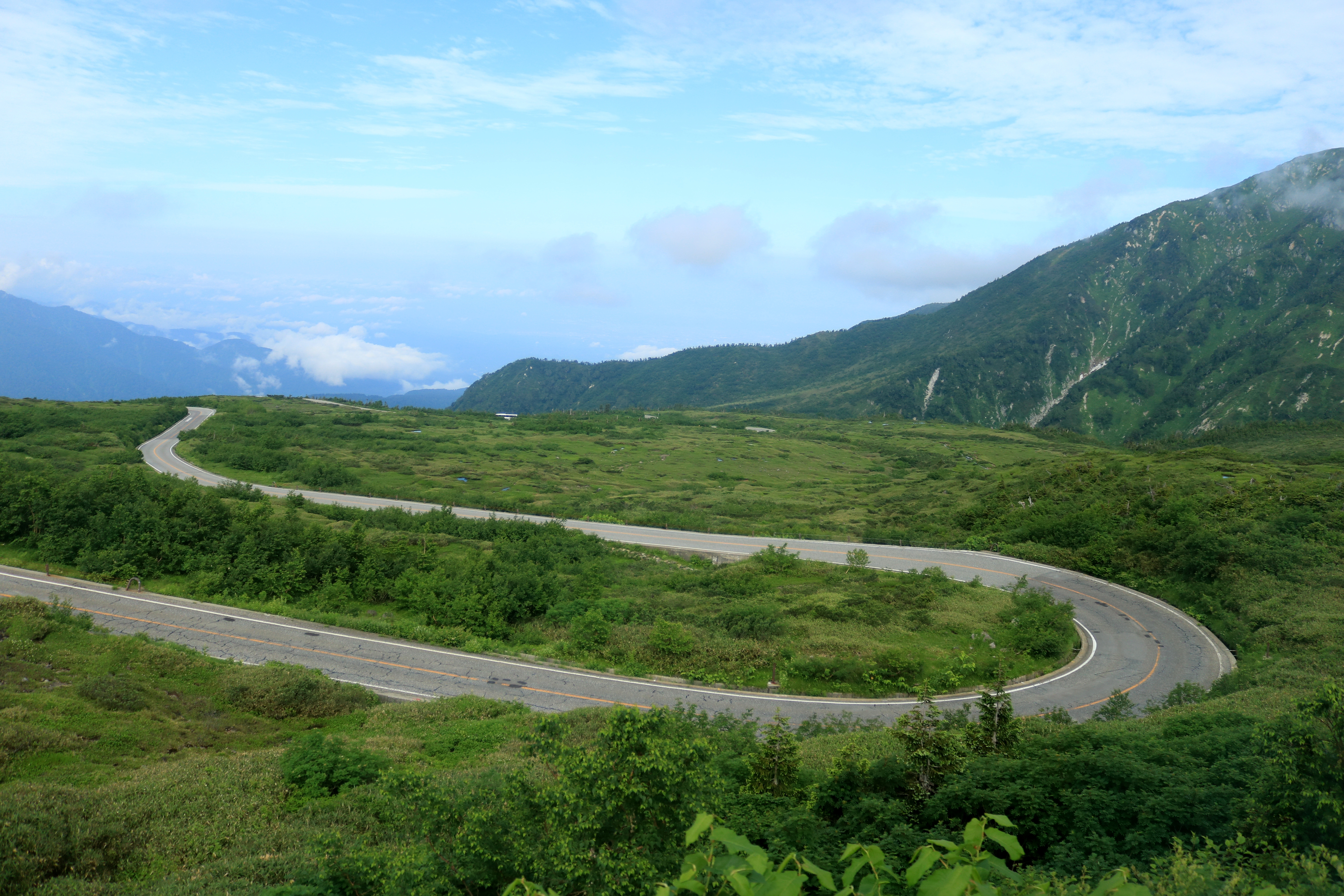
位於天狗平周邊的景色
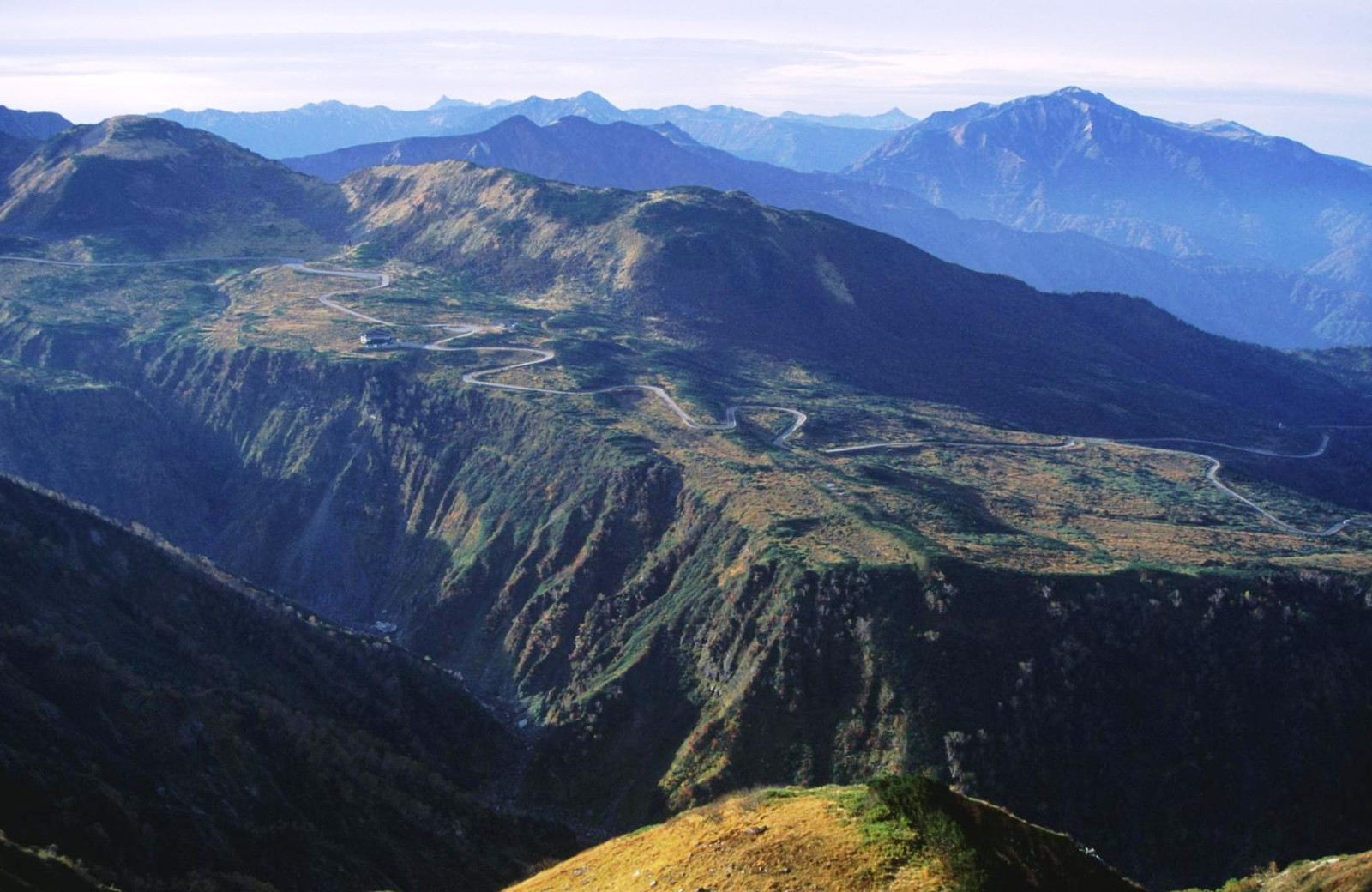
從奧大日岳看到的彌陀原
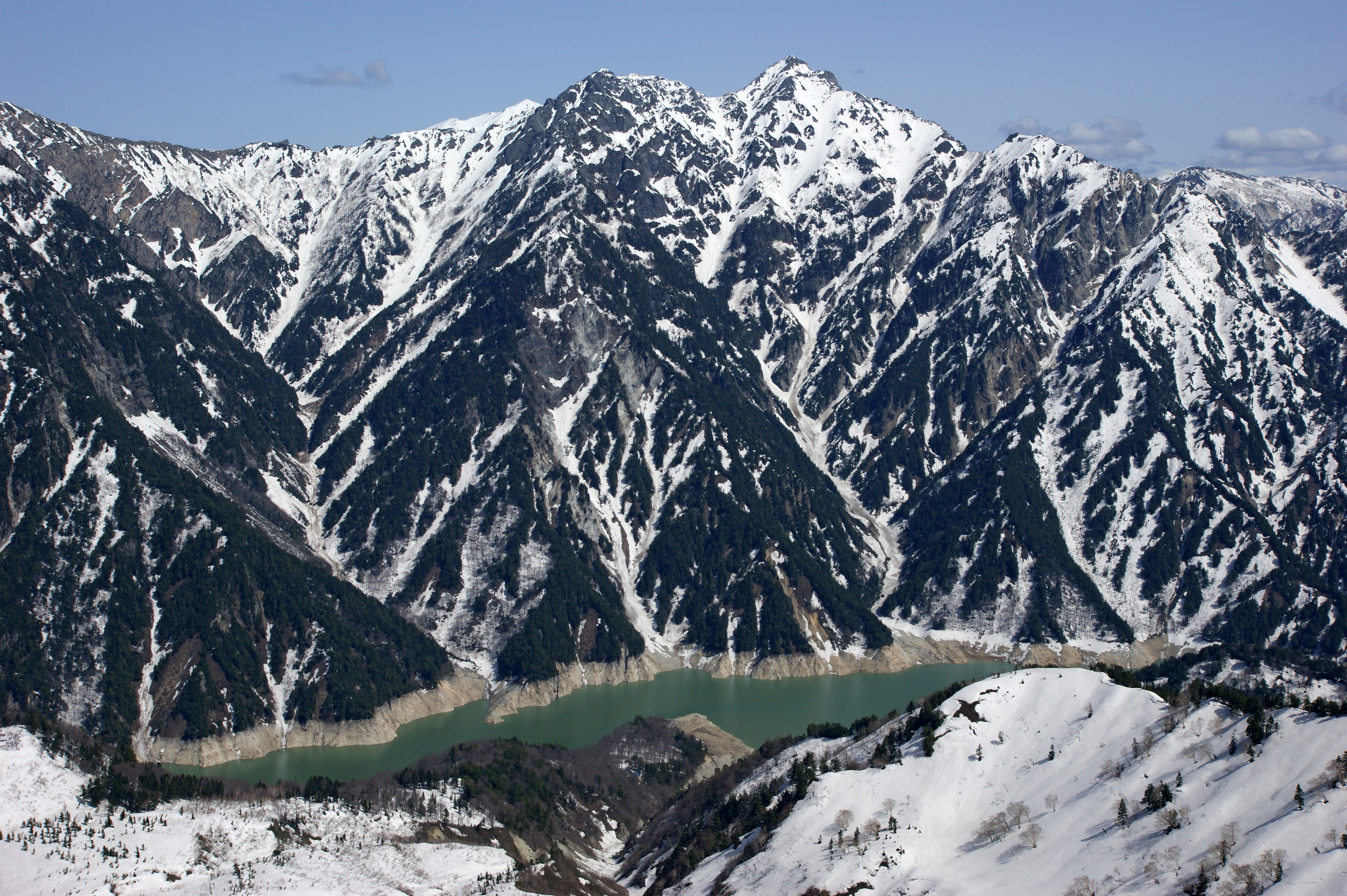
於立山高架索道看到的スバリ岳和針之木岳，下方為黑部湖

### 黑部水壩與立山黑部阿爾卑斯山脈路線
在立山以東位於黑部川上游的黑部水壩也是位於立山町轄內，不過水壩由於位於深山之中，雖然過去在興建黑部水庫時為了運輸建材而修建的交通方式現已轉供觀光使用，成為立山黑部阿爾卑斯山脈路線，但此條路線一般人並無法直接開車前往，需自立山車站透過立山黑部貫光經營的立山黑部貫光立山纜車、立山高原巴士、立山隧道無軌電車、立山高架索道、黑部登山纜車，並經過五次換乘之後才能抵達；這條山嶽觀光路線全長達25公里，全線最大高低差達1,975米，使用了包括鐵路運輸、纜索鐵路、公共汽車、行駛於隧道內的無軌電車和索道等多種交通方式，也因而成為具有高知名度的山嶽觀光路線。每年四月在在搭乘立山高原巴士接近室堂地區時，由於道路上清除厚達數公尺的積雪後形成的「雪之大谷」更是著名的景觀。
從黑部水壩還可以利用關電隧道電氣巴士，經由也是為了興建水壩而挖掘的關電隧道直接前往長野縣大町市的扇澤站，並再轉乘當地巴士前往長野縣其他地區。

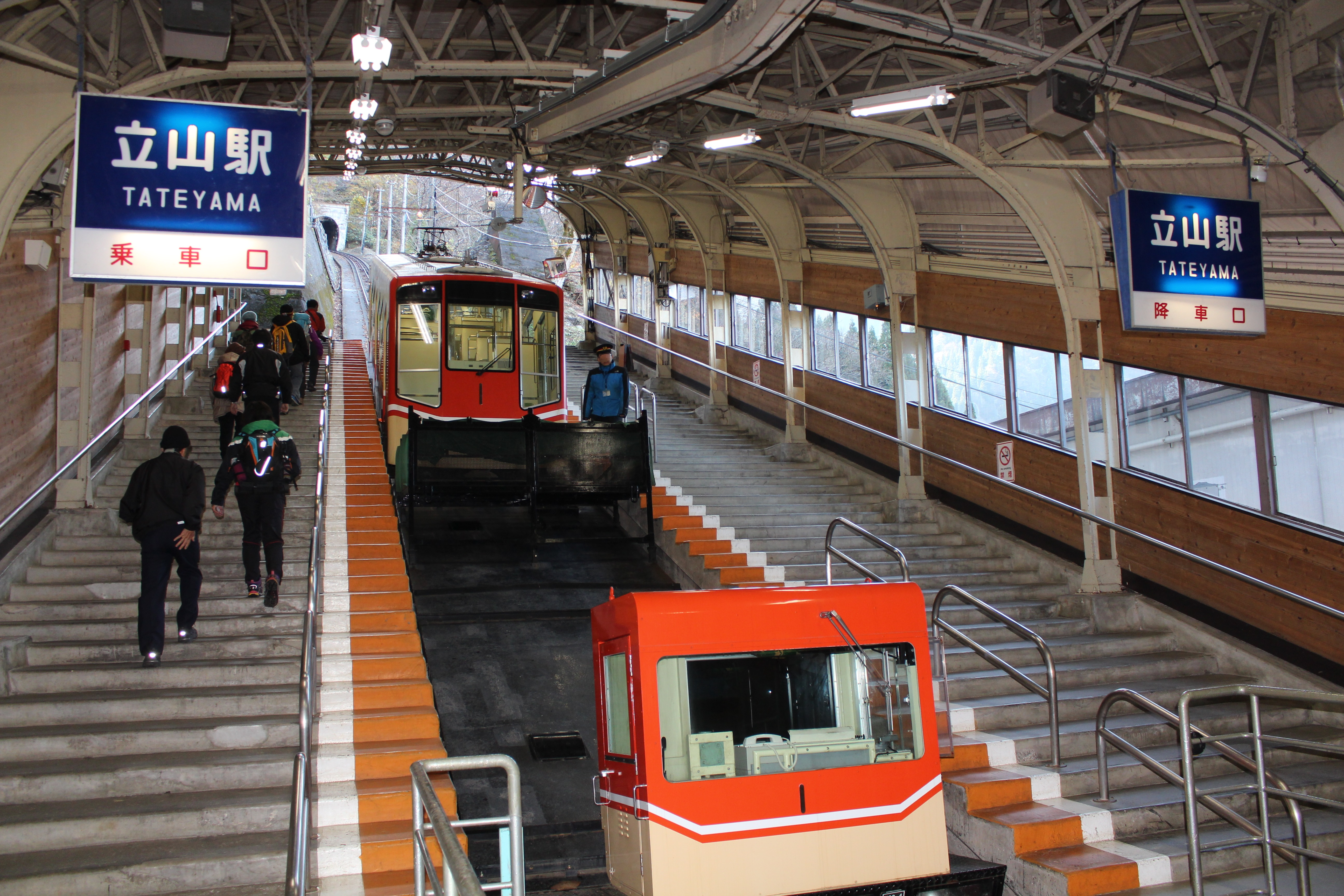
立山黑部貫光立山纜車
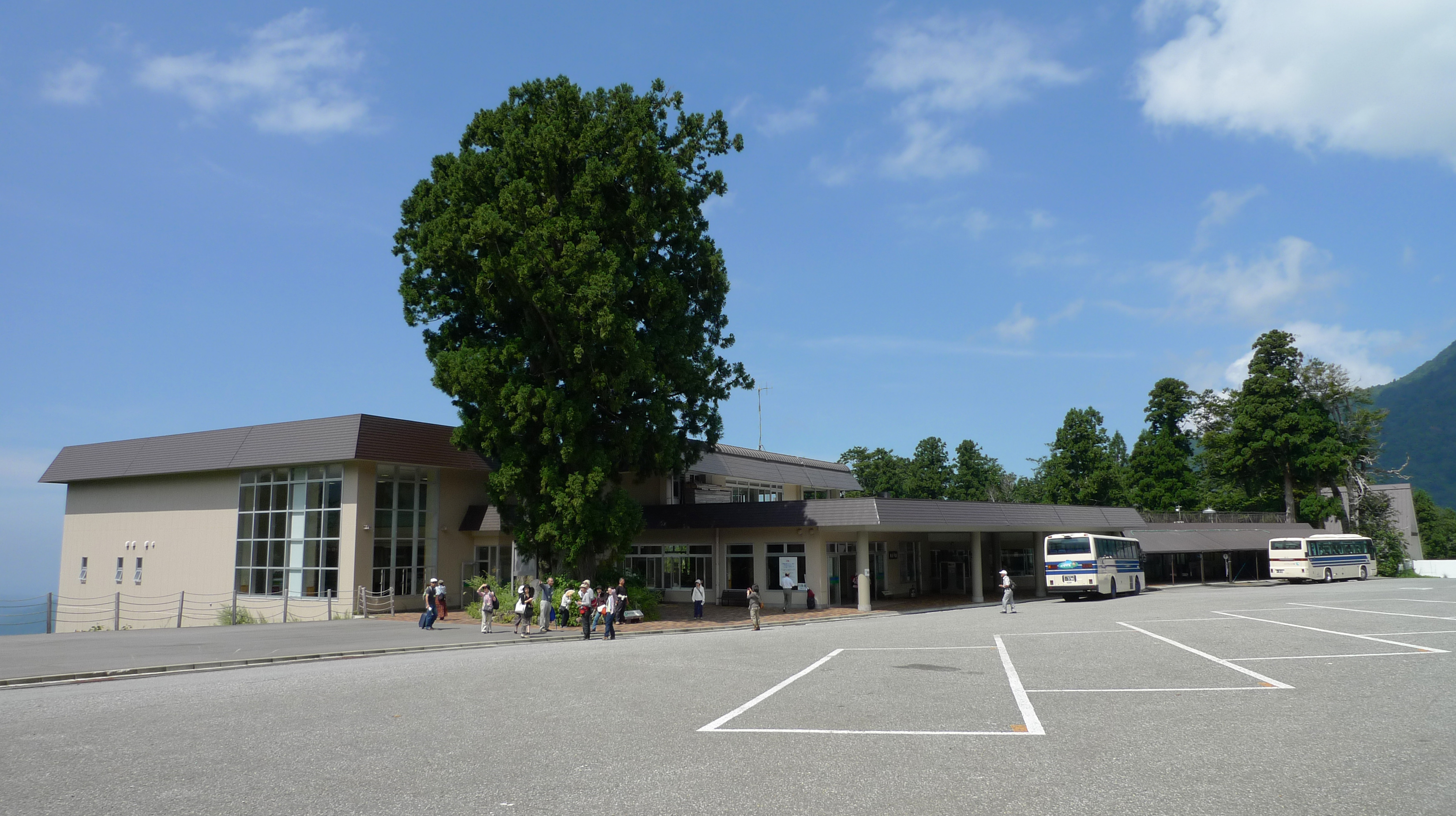
美女平站，搭乘立山纜車後可在此換乘立山高原巴士
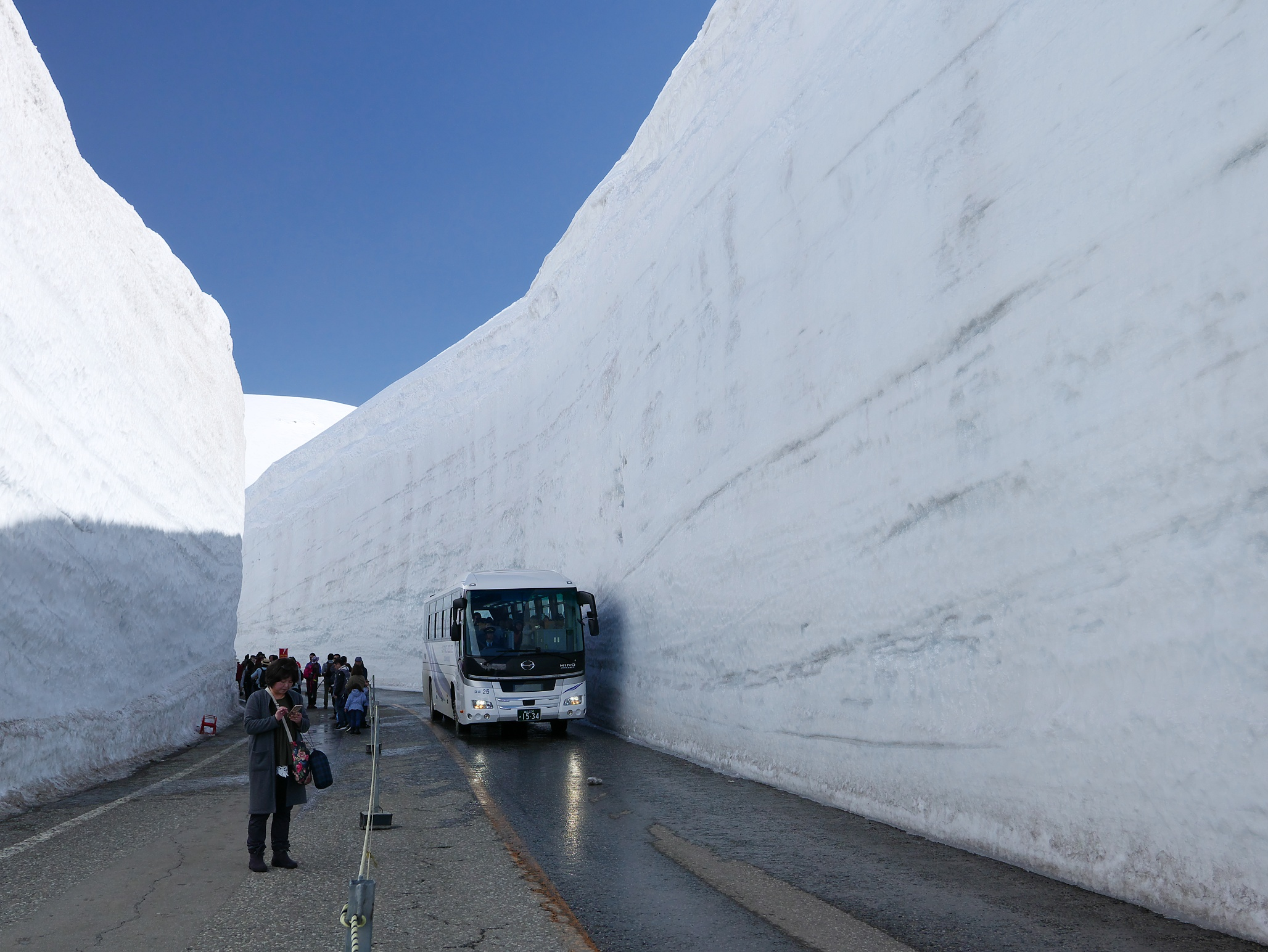
行駛於雪之大谷的立山高原巴士
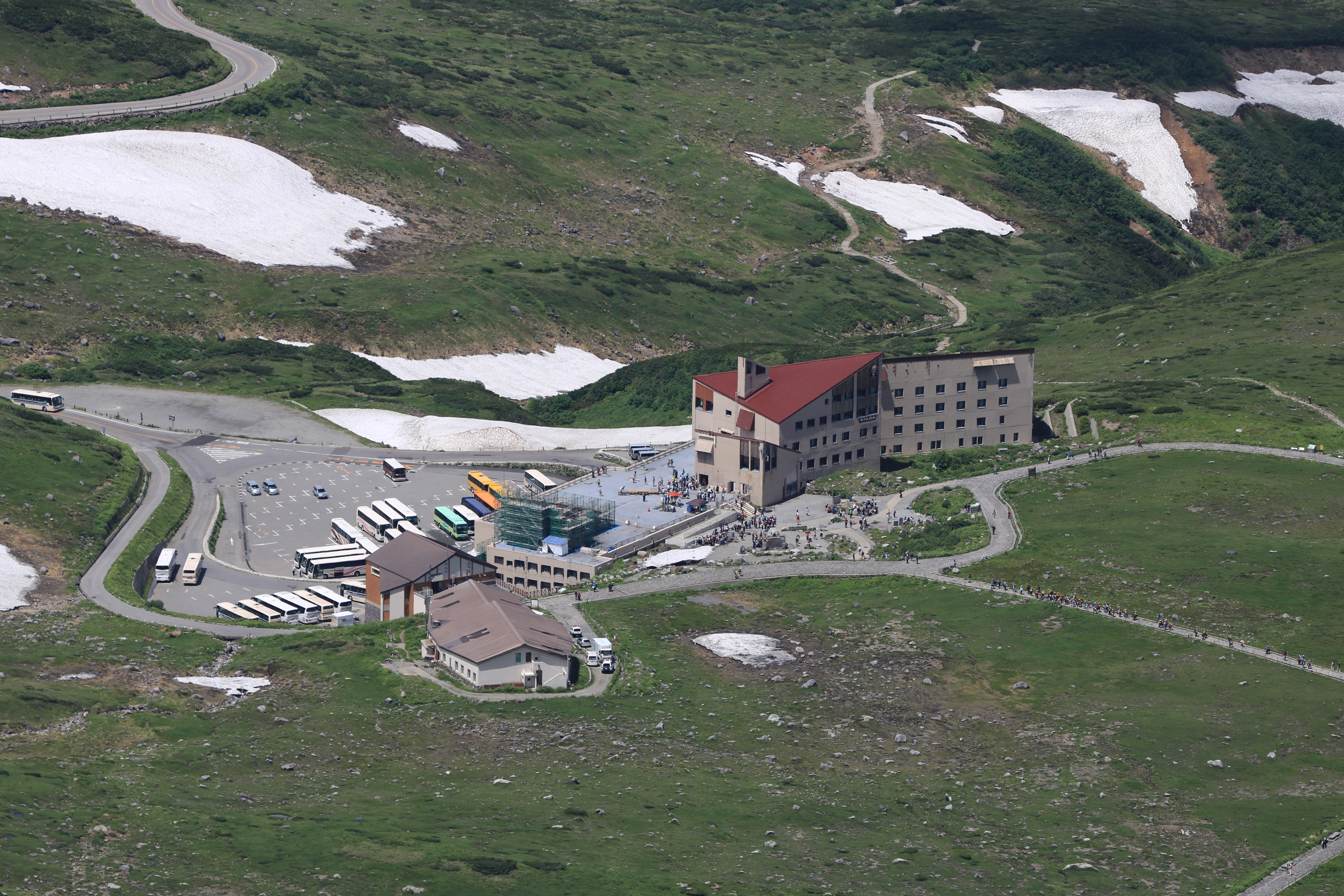
室堂站，搭乘立山高原巴士後可在此換乘於隧道間行駛的立山隧道無軌電車
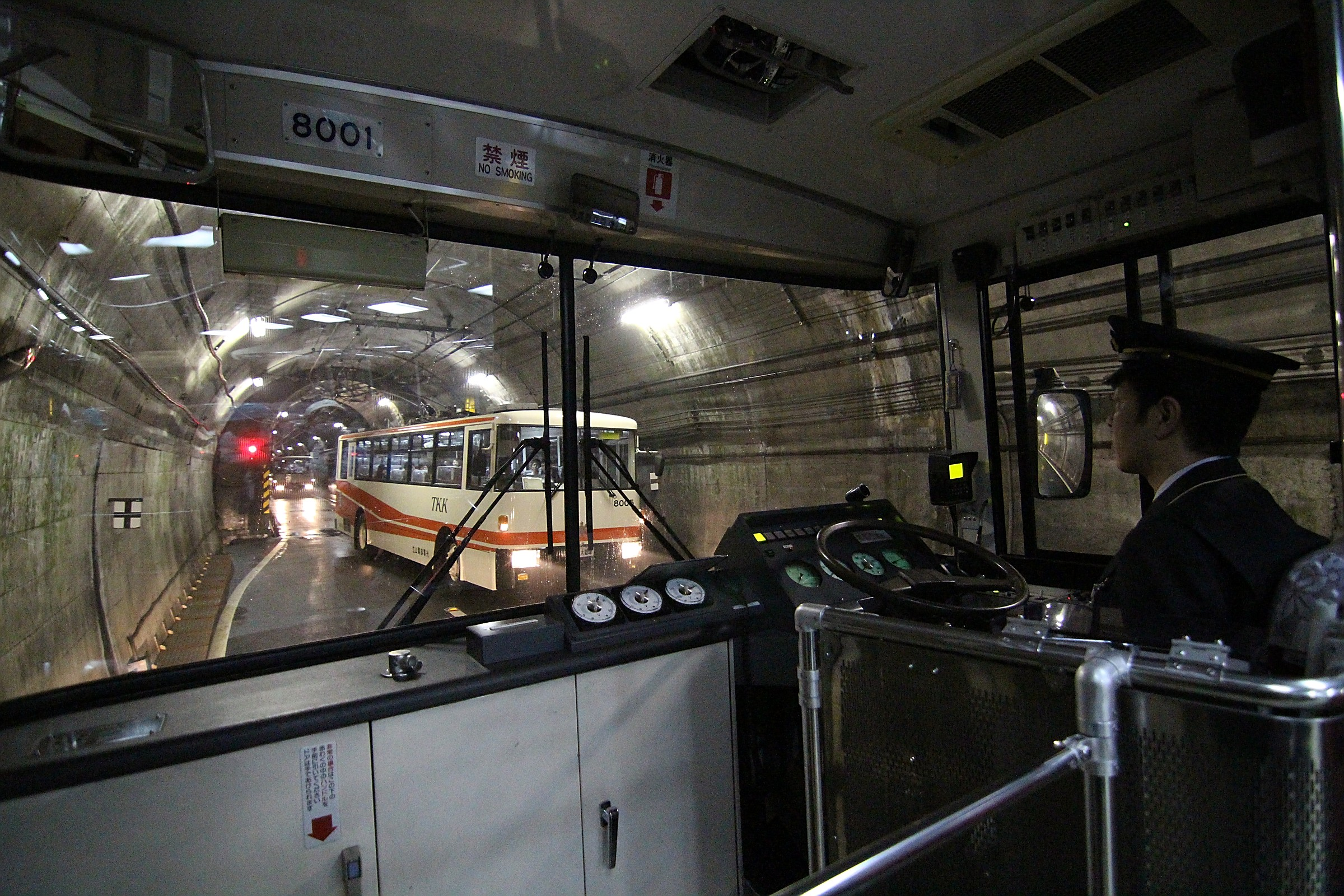
行駛於立山隧道內的立山隧道無軌電車
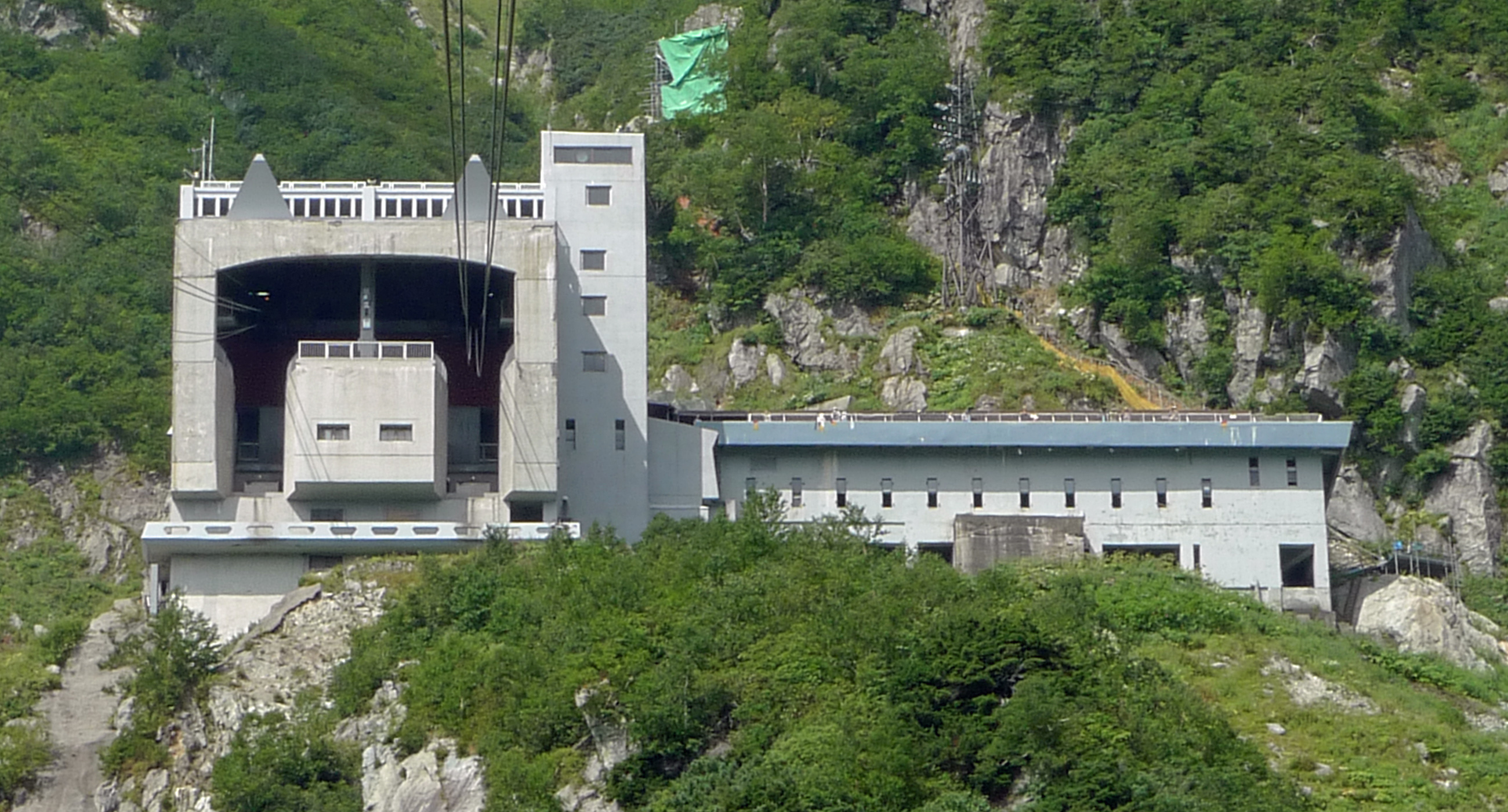
位於山壁上的大觀峰站，搭乘立山隧道無軌電車後可在此換乘立山架空索道
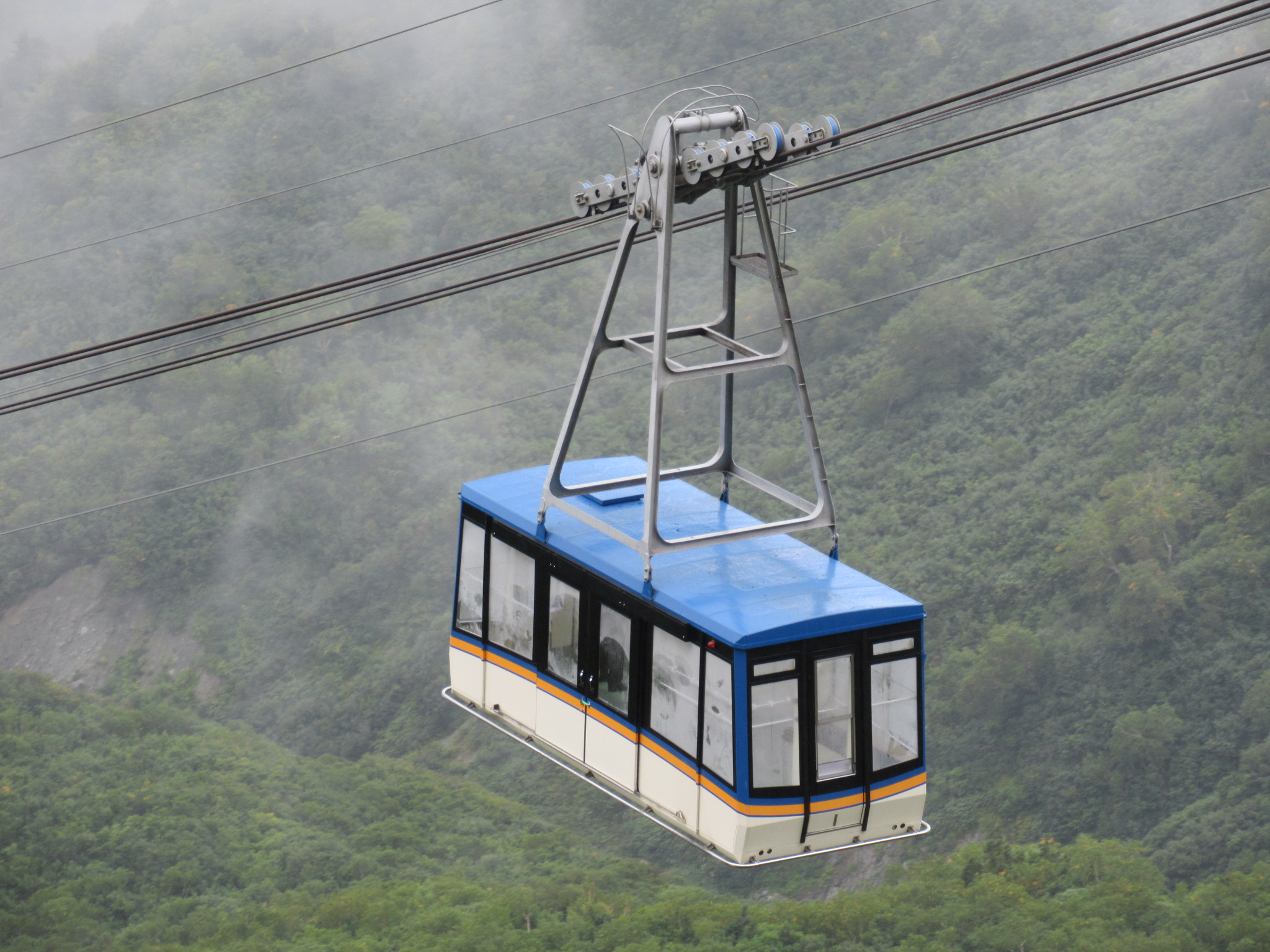
立山架空索道的纜車
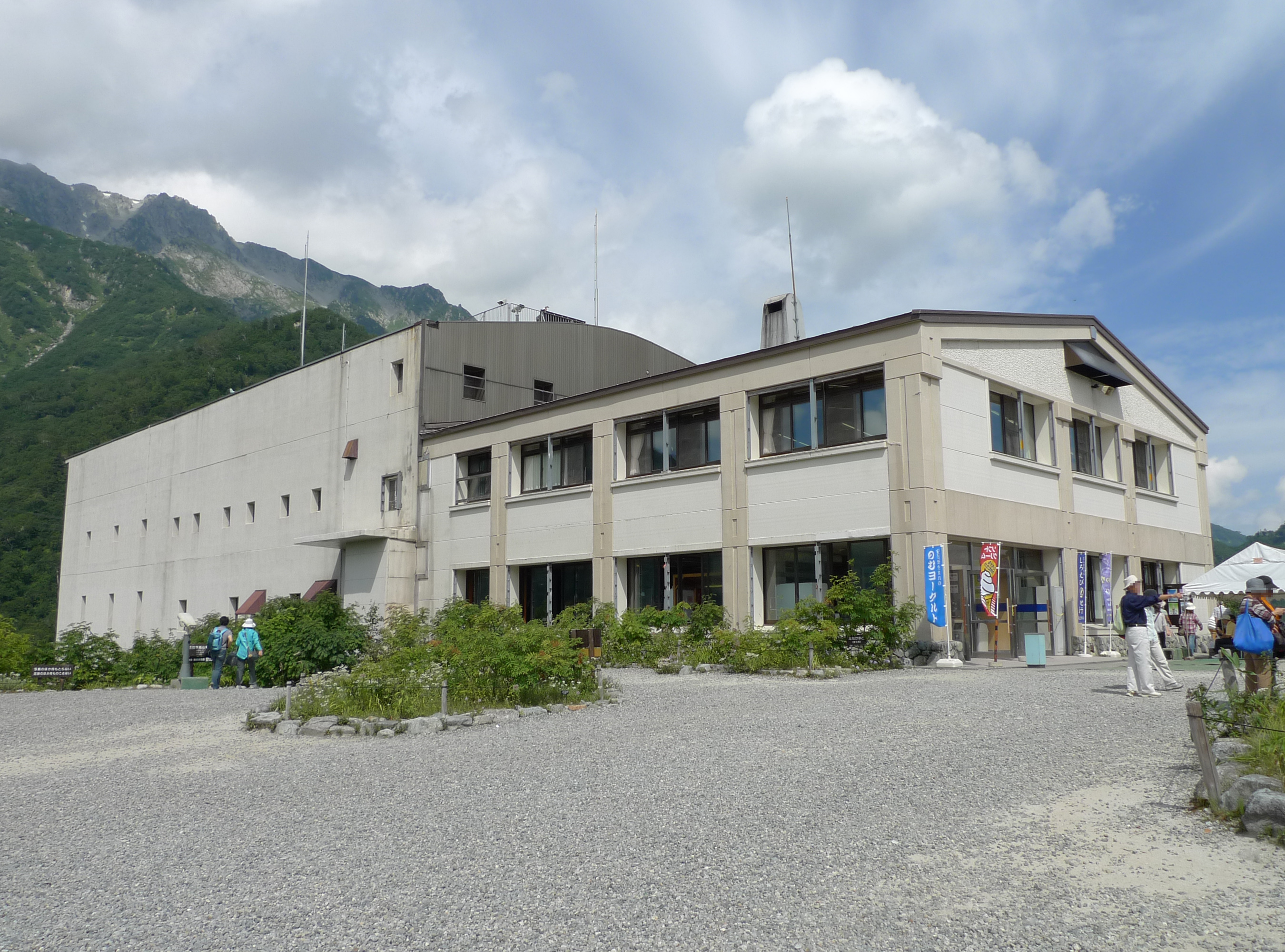
黑部平站，搭乘立山架空索道後可在此換乘黑部登山纜車
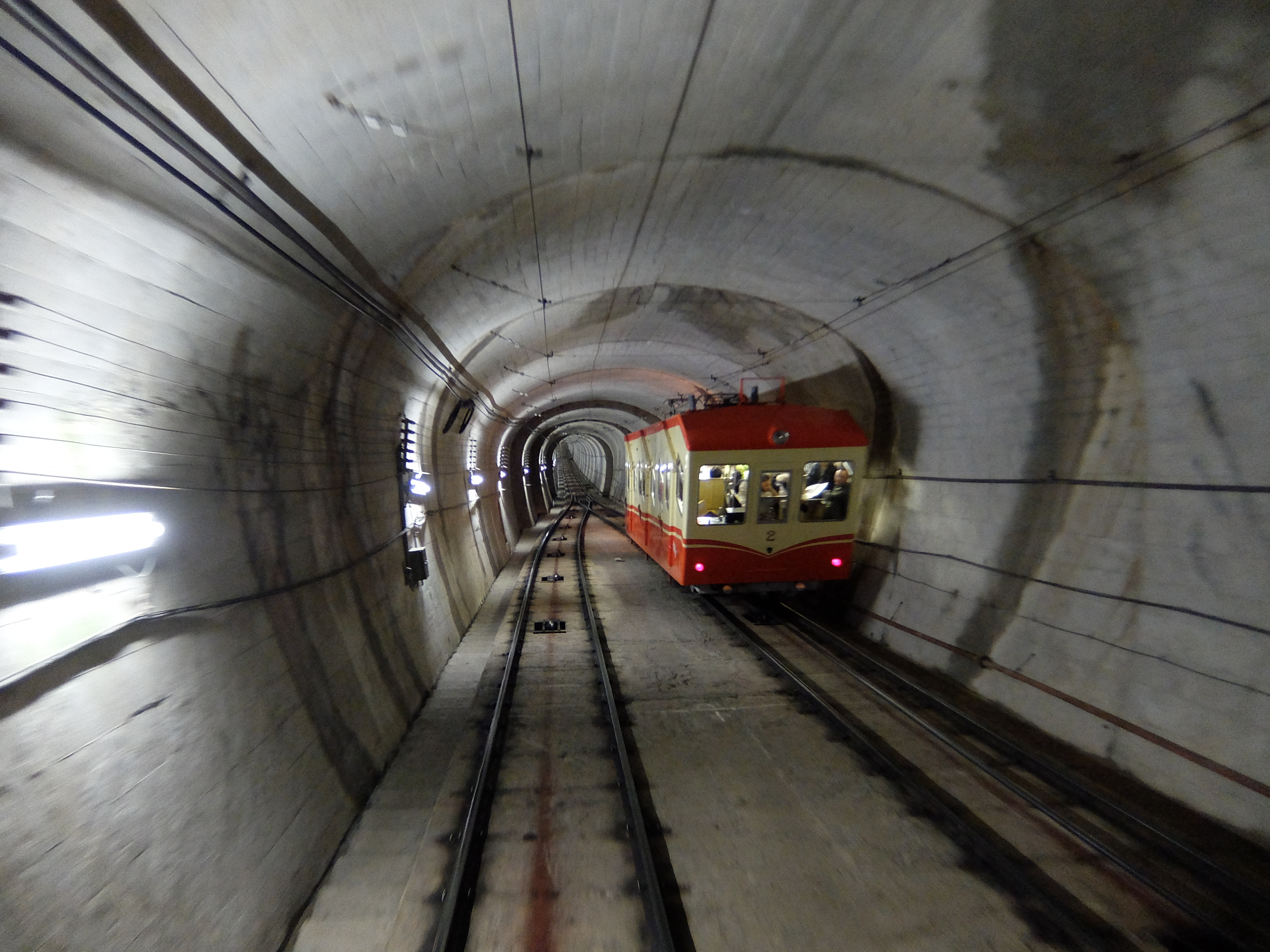
全線行駛於地底隧道裡的黑部登山纜車
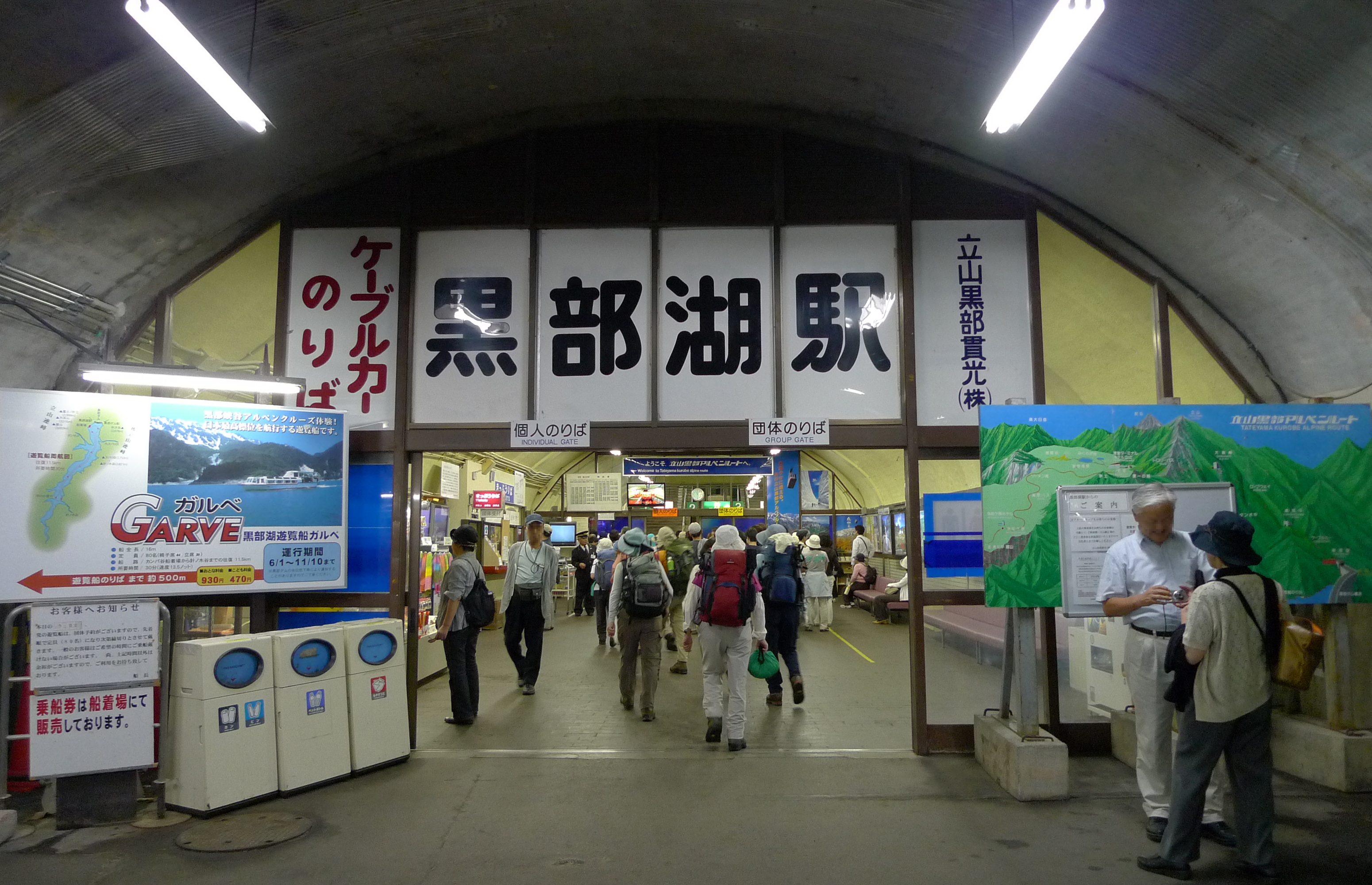
位於黑部水庫旁地底的黑部湖站
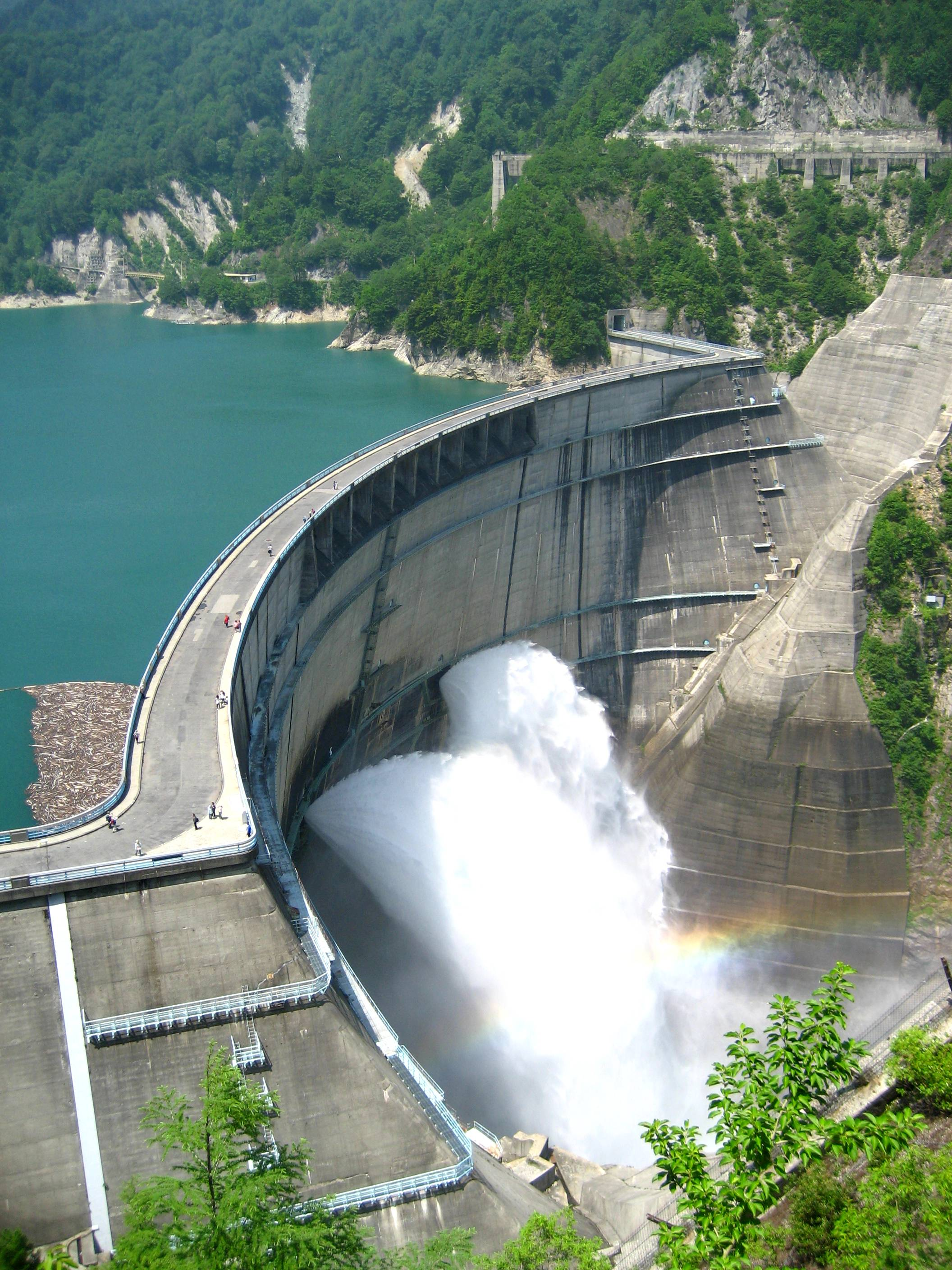
黑部水壩

## 姊妹、友好城市

### 日本
- 犬山市（愛知縣）
1970年由名古屋鐵道、日本國有鐵道、富山地方鐵道開始共同營運「北阿爾卑斯號列車」，可直接自犬山市經過三家鐵路業者的路線駛至立山町，兩地因此機緣在1973年締結為姊妹城市。[14][15]
- 湯河原町（神奈川縣）
兩地於2003年締結為友好都市。[14]

### 海外
- 江北區（韓國首爾）
兩地於2005年締結為姊妹都市。[14]

## 外部連結
- （日語） 立山暮らし的Facebook專頁
- （日語） 富山縣立山町的X（前Twitter）
- （日語） YouTube上的富山縣立山町官方頻道頻道
- （日語） 立山町的觀光情報[]
  - （繁體中文） 歡迎蒞臨立山町！！ （页面存档备份，存于）
  - （简体中文） 欢迎来到立山町！ （页面存档备份，存于）